# Kișiniovka
Kișiniovka (în rusă Кишинёвка; în traducere – „micul Chișinău”) este localitatea de reședință a comunei Lazo din raionul Lazo al ținutului Primorie, Rusia. 
Localitatea este situată la 14 kilometri de centrul raional – orașul Lazo și la 250 de kilometri nord-est de Vladivostok.

## Etimologie
Denumirea satului se trage de la capitala guberniei Basarabia la momentul înființării, Chișinău; la moment, capitala Republicii Moldova. 

## Istorie
Satul a fost fondat în anul 1905 de către țărani moldoveni din gubernia Basarabia a Imperiului Rus, în principal din Bălți, Sergheevca și Chișinău. În primul an, s-au mutat 12 familii. În 1907, au mai sosit câteva familii. Inițial, Kișiniovka era situată 3-4 km mai la nord, dar după o inundație puternică din 1914 a fost mutată în locația actuală. Spre deosebire de alte sate din raionul Lazo, aici nu au existat gospodării agricole, doar în domeniul lemnăritului.
În 1928-1929 a fost deschisă școala primară. După colectivizare, la începutul anilor 1930, s-a format ferma colectivă „Budionoveț”. În 1937 a fost deschisă biblioteca.
În timpul celui de-al Doilea Război Mondial, 38 de săteni au mers pe front, mulți dintre ei nu s-au mai întors. După război, în 1946-47, satul a fost electrificat, a apărut radio-ul și a fost construită o stație medicală.

## Vezi și
- Moldovka, Krasnodar
- Moldovka, Holovanivsk
- Moldavanka, Kirovohrad
- Moldovanka, Rozdilna
- Moldavanskoe

## Legături externe
- ru Топографические карты/ L-37-112. Новороссийск - 1 : 100 000